# Chrysostomaceae
Famille
Les Chrysostomaceae (les Chrysostomatacées en français) sont une famille d'algues de l'embranchement des Ochrophyta de la classe des Chrysophyceae de l'ordre des Chrysosphaerales.
Cette famille est connue à l'état fossile depuis le Miocène.

## Étymologie
Le nom vient du genre type Chrysostomum, dérivé du grec χρυσός / khrusos, « couleur or », et στόμα / stoma, bouche.

## Liste des genres
Selon AlgaeBase (18 février 2022) :
- Chrysostomum Chodat, 1922
- Clericia Frenguelli, 1925